# Parecnomina bifida
Parecnomina bifida är en nattsländeart som beskrevs av Gibbs 1973. Parecnomina bifida ingår i släktet Parecnomina och familjen trattnattsländor. Inga underarter finns listade i Catalogue of Life.